# Токусима (город)
Токуси́ма (яп. 徳島市 Токусима-си) — город и морской порт в Японии, административный центр префектуры Токусима. Площадь города составляет 191,62 км², население — 261 882 человека (1 августа 2014), плотность населения — 1366,67 чел./км².

## Географическое положение
Находится на северо-восточном побережье острова Сикоку, у впадения реки Йосино в пролив Кии.

## История
Исторически известен как крупный торговый центр.
В 1972 году население города составляло 238,7 тыс. человек, здесь действовали предприятия химической, металлургической, машиностроительной и деревообрабатывающей промышленности.

## Экономика
Авиационный завод компании "Синмейва когё" (помимо продукции гражданского назначения выпускает многоцелевые самолёты U-36A и U-4).
Производство лаковых изделий.
Также в Токусиме проводится самый популярный танцевальный фестиваль в Японии — Ава-одори.